# Theodore Ritch
Theodore Ritch (Odessa, 1894 – 1943) fou un tenor rus. Durant els anys 1920 fou el tenor de l'Òpera de Chicago.
A Chicago el 1929–30 va cantar Leopold a La Juive amb Rosa Raisa, Charles Marshall i Alexander Kipnis. També va cantar The King of the Fools a Louise amb Mary Garden, Rene Maison, Maria Claessens i Vanni Marcoux. La temporada següent (1930–31) va cantar Ramon a La Navarraise, Gaston a Camille de Hamilton Forrest amb Garden i Charles Hackett, i també Cassio a Otello amb Marshall, Claudia Muzio, i Vanni-Marcoux.
La temporada 1927-1928 va cantar al Gran Teatre del Liceu de Barcelona.
Es va retirar a París, on sembla que s'hauria evadit de la Batuda del Velòdrom d'Hivern el juliol 1942, però va ser arrestat el 1943 i enviat a Drancy. Va morir en un tren que es dirigia a un camp de concentració, presumiblement Auschwitz, de Polònia.

## Enregistraments
- mp3 ♪ Puccini - 'Tosca': "E lucevan le stelle" ♪ (Opera Nederland webpage, with bio in Dutch and photo).